# Acolasis oba
Acolasis oba är en fjärilsart som beskrevs av Carl Plötz 1880. Acolasis oba ingår i släktet Acolasis och familjen nattflyn. Inga underarter finns listade i Catalogue of Life.